# 핀토코나
《핀토코나》(일본어: ぴんとこな)는 시마키 아코가 제작한 일본의 만화 작품이다.
《Cheese!》(쇼가쿠칸)에서 2009년 11월호부터 연재되고 있다. 단행본은 2013년 7월 기준으로 10권. 제57회 쇼가쿠칸 만화상 소녀 부문 수상했다.

## 등장인물

### 주요 인물
카와무라 쿄노스케 (河村 恭之助) / 본명:카와무라 타케루 (河村 猛)
가부키 명문·키지마야의 자제. 신장 175cm.
치바 아야메 (千葉 あやめ)
타케루와 같은 학교의 학생. 특대생.
사와야마 이치야 (澤山 一弥) / 본명:혼고 히로키 (本郷 弘樹)
문벌 외 (가부키 가의 출신이 아닌 것) 출신. 고우야에 초등학교 5학년 때부터 입문해, 가부키 수행 중.
사와야마 유나 (澤山 優奈)
고우야의 딸.

### 키지마야 주변
하루히코 (春彦)

카와무라 세자에몬 (河村 世左衛門)
쿄노스케의 아버지. 본명:카츠노리 (たつのり).
8대째 카와무라 쥬도 (八代目 河村 樹藤)
쿄노스케의 할아버지.
카와무라 유리코 (河村 百合子)

야스 (ヤス)

### 고우야 외
사와야마 사쿠고로 (澤山 咲五郎)
유나의 아버지로, 이치야의 스승. 옥호는 고우야 (轟屋).
쇼로쿠 (梢六)
양성소 출신의 문벌 외 가부키 배우.
야마모토 (山本)
이치야의 따라다니며 신변을 돌보아 주는 사람.
사가타 칸지로 (佐賀田 完二郎)
니시다야의 자제. 24세.
오미 타케타로 (近江 竹太郎)
타카시마야의 자제.
오미 타케지로 (近江 竹二郎)
타카시마야의 자제.
타카무라 에리자에몬 (高村 恵利左衛門)
옥호는 베이코마야 (米駒屋).
타카무라 케이타로 (高村 恵太郎)
베이코마야의 자제로, 에리자에몬의 손자. 21세. 본명:하야카와 츠카사 (早川つかさ).

## 서지 정보
- 시마키 아코 《핀토코나》 쇼가쿠칸 〈Cheese! 플라워 코믹스〉 기간 10권 (2013년 7월 기준)
  1. 2010년 2월 26일 발매[1], ISBN 978-4-09-133049-9, 〈타나카 상네의 타카야 군〉 수록
  2. 2010년 8월 26일 발매[2], ISBN 978-4-09-133357-5
  3. 2011년 1월 26일 발매[3], ISBN 978-4-09-133713-9
  4. 2011년 5월 26일 발매[4], ISBN 978-4-09-133860-0
  5. 2011년 7월 26일 발매[5], ISBN 978-4-09-133632-3
  6. 2011년 12월 26일 발매[6], ISBN 978-4-09-134197-6
  7. 2012년 6월 26일 발매[7], ISBN 978-4-09-134447-2
  8. 2012년 11월 26일 발매[8], ISBN 978-4-09-134810-4
  9. 2013년 4월 26일 발매[9], ISBN 978-4-09-135024-4
  10. 2013년 7월 26일 발매[10], ISBN 978-4-09-135509-6

연재 정보
- 제1부·쿄노스케 편 (2009년 11월호 ~ 2010년 1월호, 전 3권)
- 제2부·이치야 편 (2010년 4월호 ~ 7월호, 전 4권)
- 제3부 (2010년 9월호 ~ 연재 중)

## 텔레비전 드라마
TBS 계열의 〈목요 드라마 9〉 시간대에서 2013년 7월 18일부터 9월 19일까지 매주 목요일 21:00 ~ 21:54에 방송되었다. 주연은 Kis-My-Ft2의 타마모리 유타.
캐치프레이즈는, 〈가부키 계의 미남 도련님이 보내는, 한여름의 가슴 쿵 LOVE〉.

### 캐스트

#### 주요 인물
카와무라 쿄노스케 - 타마모리 유타 (Kis-My-Ft2)
키지마야의 자제. 본명:카와무라 타케루.
사와야마 이치야 - 나카야마 유마
고우야의 제자. 본명:혼고 히로키.
치바 아야메 - 카와시마 우미카 (9nine)
병으로 타계한 어머니의 영향으로 가부키를 좋아하게 된다.
사카모토 하루히코 - 제시 (쟈니즈 Jr.)
쿄노스케의 친구로, 같은 반.
미시마 치아키 - 쿠사카리 마유
아야메의 친구로, 좋은 이해자.
사와야마 쇼헤이 - 마츠무라 호쿠토 (쟈니즈 Jr.)
고우야의 제자. 이치야와 마찬가지로 양성소 출신.
사와야마 유나 - 요시쿠라 아오이
고우야의 딸.

#### 가부키 계
키지마야
카와무라 세자에몬 - 키시타니 고로
쿄노스케의 아버지. 아내를 일찍 여의었다.
야스 - 시미즈 유타카
키지마야의 제자로, 쿄노스케의 따라다니며 신변을 돌보아 주는 사람이다.
산타 시즈 - 에나미 쿄코
카와무라가(家)의 가정부.
고우야
사와야마 사쿠고로 - 에노키 타카아키
이치야의 스승으로, 유나의 아버지.
사와야마 타카코 - 마에다 노리코
사쿠고로의 아내. 유나의 어머니.
가부키 배우
사가타 칸지로 - 야마모토 코지

오오이와 마츠키치 - 타카시마 마사히로 (특별 출연)

### 스태프
- 원작 - 시마키 아코 《핀토코나》 (《Cheese!》 연재 중/쇼가쿠칸)
- 각본 - 타카하시 마키
- 음악 - 히라노 요시히사, 신야 유타카
- 감독 - 카와이 하야토, 오카모토 싱고, 야마무로 다이스케
- 프로듀스 - 타카하시 마사나오, 이토 진고(쇼치쿠)
- 제작 협력 - 쇼치쿠
- 제작 저작 - TBS

### 주제가
- Kis-My-Ft2 〈너와의 기적〉 (avex trax)

### 방송 일자
| 각 화                                                      | 방송일          | 부제 | 감독              | 시청률 |
| ---------------------------------------------------------- | --------------- | --- | ----------------- | ------ |
| 제1화                                                      | 2013년 7월 18일 | 화려하고 고저스!! 일본의 미·가부키 계의 미남 도련님이 보내는 가슴 쿵·삼각관계! 그리고 400년의 전통을 짊어지는 아버지와 아들―언젠가 아버지를 넘어 보이겠다!! | 카와이 하야토     | 8.7%   |
| 제2화                                                      | 2013년 7월 25일 | 애절한 짝사랑…답없는 도련님은 사랑의 힘으로 강해진다! | 카와이 하야토     | 7.6%   |
| 제3화                                                      | 2013년 8월 1일  | 닿지 않는 마음…그녀의 한결같은 사랑을 위해 | 오카모토 싱고     | 8.7%   |
| 제4화                                                      | 2013년 8월 8일  | 바다 합숙!! 너만을 위해…최고의 고백 | 오카모토 싱고     | 5.9%   |
| 제5화                                                      | 2013년 8월 15일 | 모든 것이 끝난다…충격의 라스트!! 무대 위 설마의 통곡 | 야마무로 다이스케 | 7.4%   |
| 제6화                                                      | 2013년 8월 22일 | 가부키 계 추방!! 미래가 지금, 갇힌다 | 야마무로 다이스케 | 5.9%   |
| 제7화                                                      | 2013년 8월 29일 | 질투의 불꽃이 쏜살같이…연심을 찌르는 악의의 총공격 | 카와이 하야토     | 7.0%   |
| 제8화                                                      | 2013년 9월 5일  | 운명의 사랑 대 핀치!? 미인 모델이 유혹하는 달콤한 밤의 계략                                                                                                 | 오카모토 싱고     | 6.7%   |
| 제9화                                                      | 2013년 9월 12일 | 안녕 운명의 사랑…다시 못 만나도 당신을 지킨다 | 야마무로 다이스케 | 8.8%   |
| 최종화                                                     | 2013년 9월 19일 | 최후의 무대에 모든 것을 걸다…각각의 눈물과 약속 | 오카모토 싱고     | 6.8%   |
| 평균 시청률 7.5% (시청률은 칸토 지구·비디오 리서치사 조사) |                 | |                   |        |